# Dragón de la Cólquida

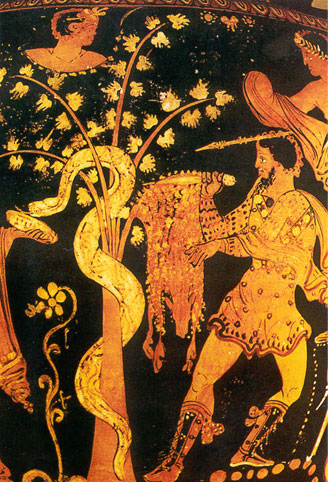
Jasón tomando el Vellocino de oro del árbol del dragón.

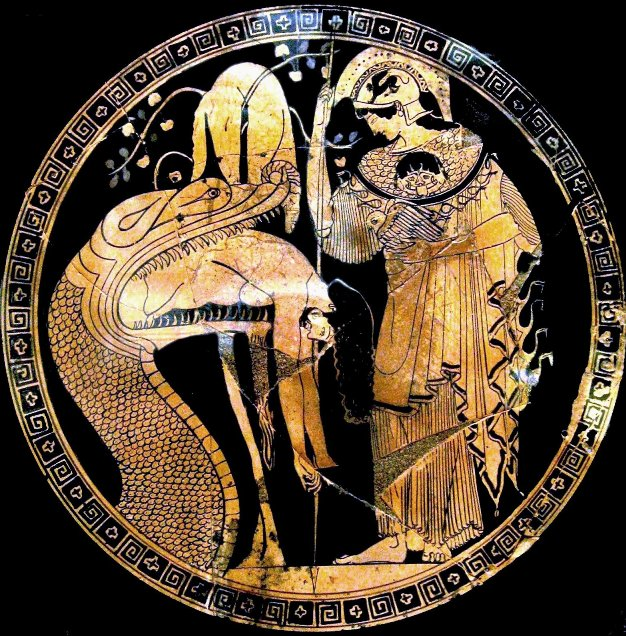
Jasón siendo regurgitado por el dragón que guarda el Vellocino de Oro (centro, colgando del árbol); Atenea está a la derecha. Kylix con figuras rojas, c. 480-470 a. C. De Cerveteri (Etruria). Museos Vaticanos

En la mitología griega, el dragón de la Cólquida (en griego Δράκων Κόλχικος), entendido como un δράκων, drákon, literalmente «sierpe o serpiente», era el dragón que custodiaba el vellocino de oro en las tierras de la Cólquide, gobernada por el rey Eetes. No poseía nombre propio, solo se le denominaba así por morar en esas tierras. Algunos imaginaban al dragón como nacido de Gea y otros que de Tifón y Equidna. 
Píndaro nos habla del tamaño portentoso del dragón y nos dice que Eetes escondió el vellocino en el bosque sagrado y «la guardaban las ferocísimas fauces de un dragón, que en grosura y largura superaba una nave de cincuenta remeros que llevaron a cabo los golpes del hierro». Apolonio también le atribuye una naturaleza excepcional: «tampoco es fácil apoderarse del vellón al margen de Eetes: tal es el dragón que lo guarda alrededor en torno suyo, inmortal e insomne, al cual engendró la propia Gea en las laderas del Cáucaso bajo la roca Tifonia, donde cuentan que Tifón, herido por el rayo de Zeus Crónida cuando extendió contra él sus robustos brazos, de su cabeza derramó ardiente sangre».
A su debido momento arribó la nave Argo en busca del vellón. De ella descendieron Jasón y Medea, hija de Eetes, con ánimo resuelto para obtener su ansiado premio. Cerca se encontraban los restos ahumados de los cimientos del altar de Zeus Fixio («preservador de los fugitivos») que había erigido Frixo cuando llegó por primera vez a la Cólquide. Por consejo de Argos, uno de los expedicionarios, Jasón y Medea se alejaron de lo que quedaba del altar y se encaminaron por un sendero hasta llegar al bosque consagrado a Ares. Allí, enroscado sobre una enorme encina, se encontraba el dragón, echado sobre la piel dorada que refulgía como los destellos de un atardecer rojizo. Tendía su larguísimo cuello la serpiente, que vigilante con sus ojos insomnes, los había visto venir. Silbaba de manera espantosa, y alrededor las extensas orillas del río y el inmenso bosque resonaban con su eco. Incluso lo oyeron, desde las tierras colquídeas, muy lejos del bosque sagrado, los infantes que lloraron aterrorizados. Medea, invocando a Hécate y al propio Hipnos, utilizó sus encantamientos para causar una oleada de sopor y amodorramiento que incluso relajó al propio Jasón, espantado por la visión de la criatura. Aun así el dragón intentó engullirlos con sus enormes fauces pero entonces Medea, armada con una rama de enebro recién cortada, y empapada con una de sus pócimas, cerró los ojos del dragón, sumido en un sueño profundo. Jasón aprovechó este momento para recoger el vellocino de oro y llevárselo a buen recaudo a la embarcación. Después Medea, llamada por Jasón, le siguió a la nave, y la expedición partió lejos de Cólquide.
Ferécides, en cambio, dice que Jasón mató al dragón con sus propias manos. La captura del vellocino es una escena representada con frecuencia en el arte figurativo. En una cílica ática de figura rojas (mostrada arriba) se nos muestra una imagen del dragón regurgitando a Jasón por la boca y a su lado permanece Atenea observando la escena. No ha sobrevivido a día de hoy ese momento específico en el mito de Jasón pero sugiere que el dragón sí consiguió engullir al héroe.